# Recetor muscarínico

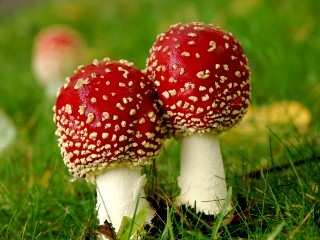
Dois cogumelos Amanita muscaria, ainda pequenos.

Os recetores (português europeu) ou receptores (português brasileiro) muscarínicos (AO 1990: receptores muscarínicos) são recetores metabotrópicos acoplados a proteínas G, presentes no corpo humano e animal. São estimulados pela acetilcolina, desencadeando uma cascata intracelular que é responsável pelas respostas ditas "muscarínicas".

Devem o seu nome à muscarina, um fármaco presente no cogumelo Amanita muscaria que ativa seletivamente estes receptores. O seu antagonista clássico é a atropina, produzido, por exemplo, pela planta Atropa belladonna.

## Receptores acoplados a proteína G
Os receptores acoplados a proteína G consistem em 7 hélices transmembrana ligados por alças intracelulares e extracelular, havendo uma porção terminal amino e uma porção terminal carboxi, sendo ativado por um sinal externo na forma de um ligante ou outro mediador de sinal. Isso cria uma mudança conformacional no receptor, causando ativação de uma proteína G. O efeito adicional depende do tipo de proteína G: Gk,Gi, Gs. 
- A proteína Gs tem sinalização estimulatória a adenilato ciclase, uma enzima intracelular aderida á membrana plasmática, a qual converte a molécula de ATP em AMPc, tendo relação com aumento da resposta celular. [4]

- A proteína Gi exige ação inibitória a atividade da enzima adenilato ciclase, desse modo é correlacionada com a diminuição da resposta celular. [4]

- A proteína Gq tem ação estimulatória a enzima fosfolipase C, a qual participa da formação de segundos mensageiros, no caso inositol trifosfato (IP3) e diacilglicerol (DAG) relação com aumento da resposta celular.[4]

O ligante natural destes receptores é o neurotransmissor acetilcolina (Ach), a qual é sintetizada a partir do aminoácido colina e do coenzima A pela enzima colina acetiltransferase, após a síntese é  armazenada em vesículas sinápticas e liberada na fenda sináptica em resposta à despolarização do neurônio. Após sua liberação sofre degradação da no meio extracelular pela acetilcolinesterase, desse modo fármacos que atuem inibindo a enzima potencializam o efeito da Ach endógena, como a donepezila, rivastigmina, galantamina, sendo que o uso desses medicamentos busca melhorar a função cognitiva e os sintomas relacionados à demência.

## Subtipos de recetores muscarínicos
Através do uso de substâncias agonistas e antagonistas seletivas marcadas radioativamente, foram determinados cinco subtipos de receptores muscarínicos, denominados M 1 –M 5. A ação que exercem depende da sua localização, assim como do tipo de proteína G a que estão acoplados:

### M1, M3e M5

Molécula de muscarina, o primeiro agonista muscarínico descoberto.

Recetores acoplados à proteína Gq/11. A sua activação promove a actividade da fosfolipase C (PLC), causando em regra aumento da função do órgão a que estão acoplados. São importantes dois mecanismos, tipificados nos seguintes exemplos:
- Na célula muscular lisa - A ativação da proteína Gq induz aumento da atividade da PLC, que degrada fosfolípidos da membrana aumentando a concentração citoplasmática de trifosfato de inositol (IP3) e diacilglicerol (DAG). O IP3 por sua vez leva à libertação para o citoplasma do cálcio (Ca2+) sequestrado no interior da célula, induzindo a contração (interação actina/miosina). O DAG tem, entre outros efeitos, um papel na fase tardia (tônica) da resposta.

- Na célula endotelial - O aparente paradoxo colocado pela vasodilatação mediada por agonistas muscarínicos, contrária à esperada vasoconstrição por acção na musculatura da parede vascular, pode ser explicada pela acção das células endoteliais. A ativação da proteína Gq induz aumento da concentração citosólica de Ca2+, pelo mesmo mecanismo descrito acima. Na célula endotelial, que não possuiu um mecanismo contráctil, o papel do Ca2+ passa ao invés por se ligar à calmodulina, ativando a sintetase do óxido nítrico (NO). Este gás difunde-se facilmente para a musculatura vascular, onde vai induzir uma ativação da guanilciclase e consequente aumento da concentração intracelular de GMPc, um potente relaxador da musculatura lisa.

### M2e M4
Estes recetores estão acoplados a uma proteína Gi/0 ("inibitória"), que atuam inibindo a adenilciclase. Relembrando o papel dos nucleotídeos cíclicos no músculo, o AMPc e o GMPc são relaxantes, com a exceção do AMPc no coração, onde seu o efeito é estimulante. Tipificando o mecanismo:
- No músculo cardíaco - a ativação da proteína Gi propicia três efeitos, que têm como consequência uma "diminuição" da atividade cardíaca:

- - Diminuição da concentração de AMPc;
  - Diminuição da concentração de Ca2+, por diminuição da atividade dos canais de Ca2+ dependentes da voltagem.
  - Aumento da concentração de K+, via canais dependentes de receptores;

## Receptor M1
Os receptores muscarínicos M 1 estão localizados principalmente no sistema nervoso central, eles mediam o potencial pós-sináptico excitatório. Além disso são encontradas em glândulas exócrinas, no bulbo olfatório, nas amígdalas e no córtex piriforme. Está relacionado com regulação da atividade motora, controle de secreções de neurotransmissores na modulação do humor e comportamento, processos cognitivos e neuropsiquiátricos.  

## Receptor M2
Os receptores muscarínicos M 2 estão localizados principalmente no coração e nos pulmões. No coração, eles agem para diminuir a frequência cardíaca abaixo do ritmo sinusal normal , diminuindo a velocidade de despolarização . Em humanos, em condições de repouso, a atividade vagal domina a atividade simpática. Portanto, a inibição dos receptores M 2 (por exemplo, pela atropina) causará um aumento na frequência cardíaca. Eles também reduzem moderadamente as forças contráteis do músculo cardíaco atrial e reduzem a velocidade de condução do nó atrioventricular (nó AV). Também serve para diminuir levemente as forças contráteis do músculo ventricular .  

## Receptor M3
Os receptores muscarínicos M 3 estão localizados em muitos lugares do corpo. Eles estão localizados nos músculos lisos dos vasos sanguíneos, bem como nos pulmões, causa contração do músculo liso, como a observada durante a broncoconstrição e esvaziamento da bexiga .  No entanto, com relação à vasculatura, a ativação de M 3 nas células endoteliais vasculares causa aumento da síntese de óxido nítrico , que se difunde para as células musculares lisas vasculares adjacentes e causa seu relaxamento, explicando assim o efeito paradoxal dos parassimpatomiméticos no tônus vascular e bronquiolar.    Os receptores M 3 também estão localizados em muitas glândulas, o que ajuda a estimular a secreção, por exemplo, nas glândulas salivares, bem como em outras glândulas do corpo.  

## Receptor M4
São encontrados principalmente no sistema nervoso central, especialmente no córtex cerebral, hipocampo, núcleo caudado, amígdala e no cerebelo, desempenhando papel importante na modulação das funções cognitivas como aprendizado e memória, bem como a regulação do humor e do comportamento emocional. 

## Receptor M5
A localização dos receptores M 5 não é bem delimitada, sendo menos caracterizados ainda que os demais receptores comparativamente, e sua localização no sistema nervoso central é determinada principalmente pela distribuição do seu RNA mensageiro (RNAm). 

## Efeitos biológicos

### Neurônios pós-ganglionares
Presentes nos neurônios pós-ganglionares parassimpáticos, atuam na modulação da atividade neural em diversas partes do corpo incluindo o sistema nervoso autônomo como controle de funções involuntárias do corpo, regulação da Frequência cardíaca, controle da função gastrointestinal, contração das pupilas. 

### Tecido Inervado
Os receptores muscarínicos desempenham um papel crucial nos tecidos inervados pelo sistema nervoso parassimpático. Esses receptores são ativados pela acetilcolina liberada pelos neurônios pós-ganglionares parassimpáticos. Ao serem ativados, os receptores muscarínicos desencadeiam respostas celulares que afetam a função dos órgãos-alvo. Isso inclui a regulação da contração dos músculos lisos, a modulação da secreção glandular e a redução da frequência cardíaca. Os receptores muscarínicos são fundamentais para a transmissão sináptica e para a regulação de processos fisiológicos importantes para o organismo, garantindo o equilíbrio adequado do sistema nervoso autônomo.

### Sistema nervoso central superior
Receptores muscarínicos de acetilcolina também estão presentes e distribuídos por todo o sistema nervoso local, em posições pós-sinápticas e pré-sinápticas. Há também alguma evidência de receptores pós-sinápticos em neurônios simpáticos, permitindo que o sistema nervoso parassimpático iniba os efeitos simpáticos.

### Membrana pré-sináptica da junção neuromuscular
Sabe-se que os receptores muscarínicos de acetilcolina também aparecem na membrana pré-sináptica de neurônios somáticos na junção neuromuscular, onde estão envolvidos na regulação da liberação de acetilcolina.

## Aplicação farmacológica
Os receptores muscarínicos são uma classe de grande interesse no ramo farmacológico visto seu efeito biológico, desse modo são buscados medicamentos agonistas e antagonistas desses receptores, buscando-se efeito terapêutico de interesse. 
| Receptor Muscarínico | Agonistas                          | Antagonistas                             |
| -------------------- | ---------------------------------- | ---------------------------------------- |
| M1                   | Pirenzepina, Telenzepina           | Biperideno                               |
| M2                   | Carbacol, Metacolina               | Atropina, Ipatrópio, Pirenzepina         |
| M3                   | Betanecol, Cevimelina, Pilocarpina | Tolterodina, Oxitropio, Darifenacina     |
| M4                   | Xanomelina                         | Bicuculina, Muscarina                    |
| M5                   | Terodilina, Bitolterol             | Bicuculina, Pirenzepina (em altas doses) |